# Nick Newell
Nicholas George Newell (Milford, 17 marzo 1986) è un artista marziale misto statunitense.
Combatte nella divisione dei pesi leggeri per l'organizzazione statunitense Bellator
. In passato ha militato anche nelle promozioni CES MMA, LFA, WSOF, e XFC dove è stato campione di categoria nel 2012.

## Biografia
Newell è nato con l'amputazione congenita del braccio sinistro, che termina appena sotto il gomito, ha imparato fin da piccolo ad afferrare gli oggetti, imparando ad usarlo come una mano dalla nascita. Newell è cresciuto giocando prima a football americano e poi a baseball, ma è passato alla lotta libera al liceo alla Jonathan Law High School. Entrato a far parte della sua squadra di lotta, pensò di smettere dopo la sua primissima sessione perché era "la cosa più difficile che avessi fatto nella mia vita", ma sua madre non glielo permise, iniziando a lavorare molto duramente da quel momento in poi.
Dopo essersi diplomato al liceo, Newell ha frequentato la Western New England University dove ha continuato a lottare. Ha oltre 300 vittorie tra il liceo e il college nella lotta libera (includendo gli incontri non competitivi al college).
Newell ha dichiarato che crescendo, ha idolatrato l'ex lanciatore degli Yankees Jim Abbott, che non ha la mano destra ed è stato un'ispirazione per Newell nella sfida contro se stesso.
Il suo compagno di stanza al college era l'ex wrestler WWE Curt Hawkins con il quale avrebbe guardato una sera The Ultimate Fighter, che era sullo stesso canale subito dopo WWE Raw, Newell avrebbe affermato che questo è ciò che lo ha ispirato ad intraprendere la strada delle MMA.
Prima di diventare professionista, ha accumulato un record amatoriale di 5 vittorie e una sconfitta. Descrive la sua prima carriera nelle MMA come una lotta, non perché non fosse in grado di vincere, ma perché gli altri combattenti non volevano fronteggiare un lottatore con una sola mano. I potenziali avversari che hanno rifiutato i combattimenti contro di lui consideravano che sarebbe stata una situazione di svantaggio per loro, se avessero vinto, sarebbe l'avrebbero fatto contro un combattente con un braccio solo quindi in posizione di vantaggio; se avessero perso, sarebbe stato vergognoso aver perso contro un combattente con un braccio solo. In quanto tale, trovare avversari di qualità è diventato difficoltoso per Newell.

## Vita privata
Newell e sua moglie hanno due figli, Wyatt (nato nel 2018) e Brady (nato nel 2020).
La storia della vita di Newell è al centro del film Notorious Nick, dove è interpretato da Cody Christian.
Newell attualmente gestisce una scuola di MMA chiamata Fighting Arts Academy a Milford, nel Connecticut.

## Risultati nelle arti marziali miste
| Risultato | Record | Avversario           | Metodo                             | Evento                           | Data             | Round | Tempo | Città                                   | Note                                 |  |
| --------- | ------ | -------------------- | ---------------------------------- | -------------------------------- | ---------------- | ----- | ----- | --------------------------------------- | ------------------------------------ |  |
| Sconfitta | 16-4   | Bobby King           | Decisione (non unanime)            | Bellator 260                     | 16 giugno 2021   | 3     | 5:00  | Uncasville (Connecticut), Stati Uniti   |                                      |  |
| Sconfitta | 16-3   | Manny Muro           | Decisione (non unanime)            | Bellator 232                     | 26 ottobre 2019  | 3     | 5:00  | Uncasville (Connecticut), Stati Uniti   |                                      |  |
| Vittoria  | 16-2   | Corey Browning       | Sottomissione (arm triangle choke) | Bellator 225                     | 24 agosto 2019   | 1     | 3:15  | Bridgeport (Connecticut), Stati Uniti   |                                      |  |
| Vittoria  | 15-2   | Antonio Castillo Jr. | Sottomissione (rear naked choke)   | CES MMA 56                       | 31 maggio 2019   | 1     | 2:06  | Hartford (Connecticut), USA             |                                      |  |
| Sconfitta | 14-2   | Alex Munoz           | KO (pugno)                         | Dana White's Contender Series 14 | 24 luglio 2018   | 3     | 5:00  | Las Vegas, Stati Uniti                  |                                      |  |
| Vittoria  | 14-1   | Sonny Luque          | Sottomissione (face crank)         | LFA 35                           | 9 marzo 2018     | 1     | 2:10  | Houston, Stati Uniti                    |                                      |  |
| Vittoria  | 13-1   | Tom Marcellino       | Decisione (unanime)                | WSOF 24                          | 17 ottobre 2015  | 3     | 5:00  | Mashantucket (Connecticut), Stati Uniti |                                      |  |
| Vittoria  | 12-1   | Joe Condon           | KO (ginocchiata)                   | WSOF 20                          | 10 aprile 2015   | 3     | 5:00  | Mashantucket (Connecticut), Stati Uniti |                                      |  |
| Sconfitta | 11-1   | Justin Gaethje       | KO tecnico (pugni)                 | WSOF 11                          | 5 luglio 2014    | 2     | 3:09  | Daytona Beach (Florida), Stati Uniti    |                                      |  |
| Vittoria  | 11-0   | Sabah Fadai          | Sottomissione (ghigliottina)       | WSOF 7                           | 7 dicembre 2013  | 1     | 1:21  | Vancouver, Canada                       |                                      |  |
| Vittoria  | 10-0   | Keon Caldwell        | KO (ginocchiata)                   | WSOF 4                           | 10 aprile 2013   | 3     | 2:07  | Ontario (California), Stati Uniti       |                                      |  |
| Vittoria  | 9-0    | Eric Reynolds        | Sottomissione (rear naked choke)   | XFC 21: Night of Champions 2     | 7 dicembre 2012  | 1     | 1:22  | Nashville, Stati Uniti                  | Vince il titolo dei pesi leggeri XFC |  |
| Vittoria  | 8-0    | David Mays           | KO (ginocchiata)                   | XFC 19: Charlotte Showdown       | 3 agosto 2012    | 1     | 2:01  | Charlotte,, Stati Uniti                 |                                      |  |
| Vittoria  | 7-0    | Chris Coggins        | Decisione (maggioranza)            | XFC 17: Apocalypse               | 13 aprile 2012   | 3     | 5:00  | Jackson (Tennessee), Stati Uniti        |                                      |  |
| Vittoria  | 6-0    | Denis Hernandez      | Sottomissione (heel hook)          | XFC 15: Tribute                  | 3 dicembre 2011  | 1     | 1:11  | Tampa, Stati Uniti                      |                                      |  |
| Vittoria  | 5-0    | Anthony Kaponis      | Sottomissione (armbar)             | Cage Titans 5 - Vendetta         | 25 giugno 2011   | 1     | 1:01  | Boston, Stati Uniti                     |                                      |  |
| Vittoria  | 4-0    | Billy Walsh          | Sottomissione (armbar)             | Cage Titans 3 - Mayhem           | 28 gennaio 2011  | 1     | 1:24  | Randolph (Massachusetts), Stati Uniti   |                                      |  |
| Vittoria  | 3-0    | Steve Butler         | Sottomissione (rear naked choke)   | Triumph Fighter 1 - Supremacy    | 27 marzo 2010    | 1     | 1:59  | Milford (New Hampshire), Stati Uniti    |                                      |  |
| Vittoria  | 2-0    | John Biasiucci       | KO tecnico (stop medico)           | ICE Fighter - Christmas Beatdown | 12 dicembre 2009 | 1     | 1:31  | Worcester (Massachusetts), Stati Uniti  |                                      |  |
| Vittoria  | 1-0    | Daniel Ford          | KO tecnico (pugni)                 | CFX 3 - Rumble in the Jungle     | 20 giugno 2009   | 2     | 0:19  | Plymouth (Massachusetts), Stati Uniti   |                                      |  |